# 貝萊爾
貝萊爾（英語：或），位於洛杉磯西部的社區，於聖莫尼卡山山腳。據2008年統計，平均家庭年收入為207,938美元，是洛杉磯最富裕的社區。

## 外部連結
34°05′00″N 118°26′52″W / 34.08333°N 118.44778°W